# Diplophoenicus antennale
Diplophoenicus antennale is een keversoort uit de familie Cebrionidae. De wetenschappelijke naam van de soort is voor het eerst geldig gepubliceerd in 1903 door Fleutiaux.